# Plouen Catximbes
Plouen Catximbes, o simplement Plouen és un grup de rock nascut a Manresa l'any 2002.

## Discografia
- [Propaganda Pel Fet, 2008] Telescopi. 2n LP, amb 12 temes
- [Propaganda Pel Fet, 2006] Plouen Catximbes. Primer llarga durada del grup bagenc.
- [Propaganda Pel Fet, 2004] Es veu pluja des de dins. La banda va editar el seu primer treball el juny del 2004. EP amb 6 temes.